# Rectipilus
Rectipilus es un género de hongos en la familia Marasmiaceae. Este género de hongo cifeloide posee una distribución amplia y contiene nueve especies. Fue circunscrito por Reinhard Agerer en 1973.